# Rio Creanga (Topliţa)
O Rio Creanga (Topliţa) é um rio da Romênia, afluente do Pârâul Sec, localizado no distrito de Harghita.